# Heinrich Dittenberger
Rudolf Wilhelm Heinrich Dittenberger (* 26. Februar 1875 in Halle (Saale); † 28. Februar 1952 in Chesières/Schweiz) war ein deutscher Jurist.

## Leben
Er war der Sohn des Geheimen Regierungsrates und Hochschulprofessors Wilhelm Dittenberger und Enkel des evangelischen Theologen Wilhelm Theophor Dittenberger. Nach dem Schulbesuch des Gymnasiums in Halle studierte er Rechtswissenschaften an den Universitäten Straßburg, Berlin und Halle und wurde zum Dr. jur. promoviert. Danach war er als Rechtsanwalt in Halle, Leipzig und Berlin-Charlottenburg tätig. Von 1910 bis 1933 war Heinrich Dittenberger Erster Geschäftsleiter des Deutschen Anwaltvereins. Daneben war er Schriftleiter für das Juristische Wochenblatt und das Anwaltsblatt.

## Ehrungen
- 1949: Ehrenmitglied des Deutschen Anwaltvereins[2]